# Rolandslied
Das Rolandslied (französisch La Chanson de Roland) ist ein zwischen 1075 und 1110 entstandenes altfranzösisches Versepos über das heldenhafte Ende Rolands. Es umfasst 4002 assonierende zehnsilbige Verse in 291 Strophen (sog. Laissen) und ist eines der ältesten Werke der Gattung Chansons de geste. Um 1900 wurde es in Frankreich wegen der Liebe, mit der es von la douce France (dem „süßen Frankreich“) spricht, zu einer Art frühem Nationalepos stilisiert, und wegen der herausragenden Rolle, die es den Français de France (den Franzosen aus der Île de France) im multiethnischen Heer Karls des Großen zuweist.
In dem Epos geht es um Kriegszüge Karls gegen die aus Nordafrika kommenden islamischen Sarazenen, die seit ihrem Einfall nach Europa im Jahr 711/12 Süd- und Mittelspanien beherrschten.
Das Rolandslied wurde verfasst oder aufgeschrieben, vielleicht aber auch nur diktiert und/oder öfter vorgetragen von einem sonst nicht weiter bekannten Turoldus, von dem der letzte Vers nicht genau deutbar sagt, er habe das Werk „dekliniert“ (Ci falt („hier endet“) la geste que Turoldus declinet). Unklar ist, ob es sich um eine Kompilation älterer Lieder handelt. Verschiedene Handschriften des Liedes wurden in den 1830er Jahren entdeckt. Eine ältere Version umfasste etwa 9000 Verse.
Das Werk ist in sieben vollständigen Handschriften sowie drei Fragmenten erhalten. Die wichtigsten sind die sogenannte Oxforder Handschrift (Digby 23), die im zweiten Viertel des 12. Jahrhunderts offenbar auf englischem Boden entstand und deren Sprache stark vom anglonormannischen Dialekt gefärbt ist, sowie eine in Venedig aufbewahrte Handschrift des 14. Jahrhunderts, die jedoch nur 3846 Verse enthält, die der Oxforder Fassung nahe verwandt sind (Marc. 225). Darauf folgt eine sonst nicht überlieferte Darstellung der Belagerung von Narbonne, darauf folgt die Handlung den gereimten Versionen.

## Die Handlung

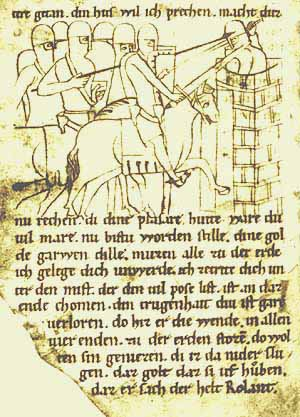
Roland stürmt den Tempel Mahomets. Abbildung aus der Heidelberger Handschrift der mittelhochdeutschen Bearbeitung (Cod. Pal. germ. 112, P, fol. 57v), Ende 12. Jh.

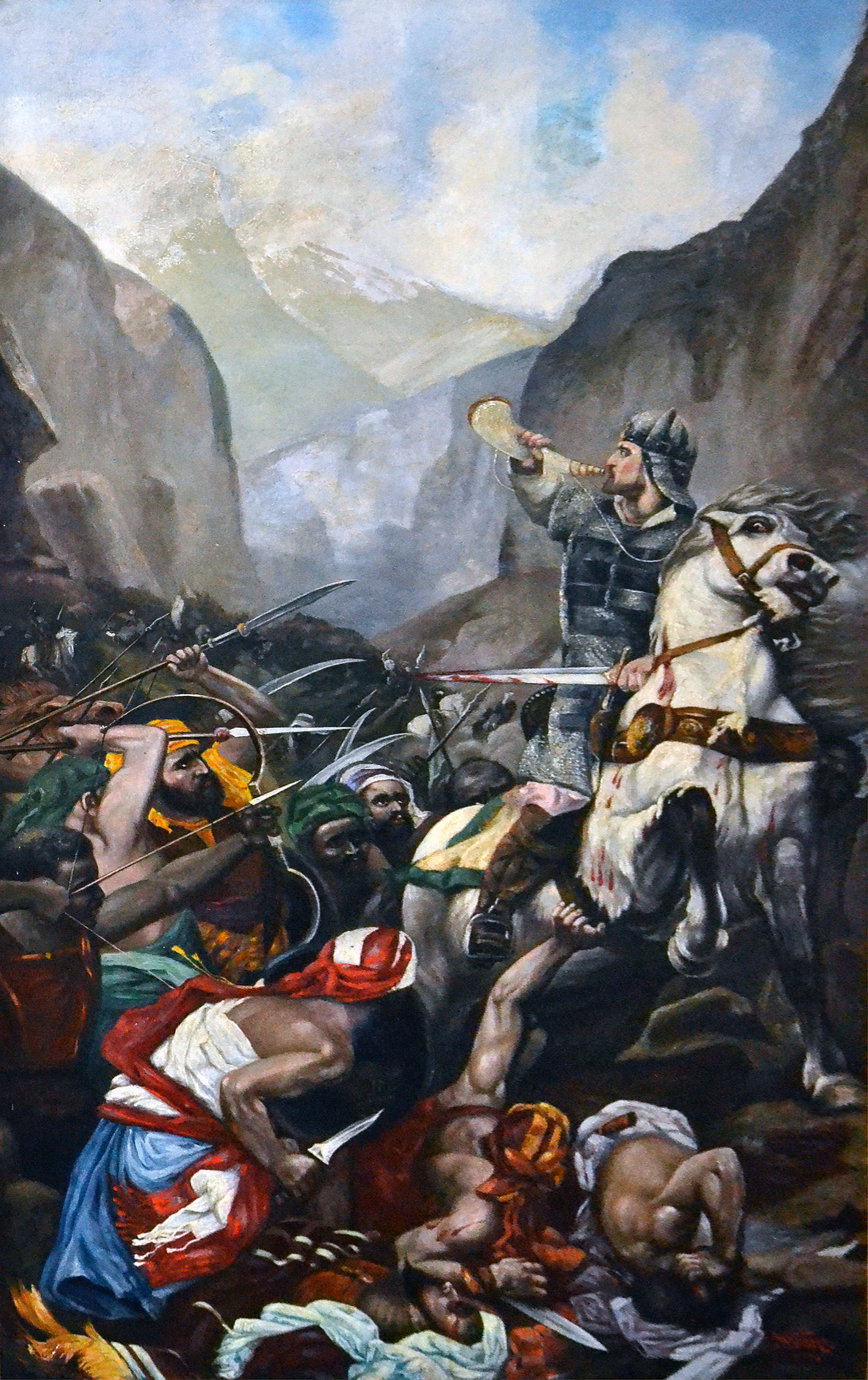
Roland bläst seinen Olifant, um inmitten der Schlacht von Roncesvalles Hilfe herbeizurufen

Das Rolandslied umfasst zwei größere Teile: in den ersten drei Fünfteln (Vers 1–2396) ist eindeutig Roland der Protagonist, in den letzten zwei (Vers 2397–4002) eher Karl der Große.
Dieser hat zu Beginn der Handlung in sieben Jahren Krieg fast das ganze heidnische (islamische) Spanien erobert bis auf Saragossa. Dessen König Marsilie, „der Mohammed dient und Apollo anruft“, bietet ihm nun Unterwerfung und Übertritt zum Christentum an – beides aber nur zum Schein, um den Abzug des fränkischen Heeres zu erreichen. Karl versammelt den Rat der Barone, in dem sein Schwager Ganelon rät, das Angebot anzunehmen, während sein Neffe Roland, der zugleich ungeliebter Stiefsohn Ganelons ist, den Kampf fortsetzen will. Karl, der schon alt und kriegsmüde ist, schließt sich Ganelon an, worauf Roland mit verletzender Ironie diesen als Sendboten vorschlägt.
Der beleidigte Ganelon sinnt auf Rache. Er begibt sich zu König Marsilie, dem er Roland als einen Kriegstreiber darstellt, ohne dessen Beseitigung es keinen Frieden geben werde. Marsilie soll deshalb mit einer Übermacht die Nachhut des abziehenden fränkischen Heeres überfallen; Ganelon will dafür sorgen, dass Roland ihr Befehlshaber ist.
Alles geschieht wie geplant. Als Roland mit seinen zwölf befreundeten Recken als Unterführern den Hinterhalt bemerkt, wird er von seinem besonnenen Freund und Schwager in spe Olivier gedrängt, mit dem Signalhorn Olifant das fränkische Heer zu Hilfe zu rufen, doch stolz lehnt er ab. Erst als nach verlustreicher Abwehr der ersten Angriffswelle die Lage aussichtslos ist, bläst er auf Rat des streitbaren Bischofs Turpin das Horn. Nach der zweiten Welle (deren heldenhafte Kämpfe wiederum liebevoll-ausführlich dargestellt werden) ist nur noch Roland übrig. Nachdem auch er durch einen Hagel von Speeren und Pfeilen tödlich verletzt ist, fliehen die Heiden, weil sie Karls Heer zu hören glauben. Roland stirbt auf dem Schlachtfeld in der Pose des Siegers, mit dem Gesicht gen Saragossa. Der Erzengel Gabriel und zwei weitere Engel geleiten seine Seele ins Paradies.
Karl, der in der Tat herbeigeeilt ist, verfolgt und vernichtet die Heiden, deren Reste mit dem schwer verwundeten König Marsilie nach Saragossa flüchten. Dort trifft gerade ein riesiges Heidenheer ein, geführt von „Admiral“ Baligant von „Babylonien“, den Marsilie schon vor Jahren um Beistand gebeten hatte. Doch auch dieses Heer wird von Karl vernichtet, nicht ohne dass er selbst, der trotz seines Alters noch rüstig ist, im Schlachtgetümmel auf Baligant trifft und ihn in langem Zweikampf mit Hilfe eines Engels besiegt. Nach der Einnahme Saragossas und der Zwangsbekehrung seiner Einwohner kehrt Karl zurück in seine Residenz Aachen.
Hier muss er der Verlobten Rolands, Aude, die Nachricht seines Todes überbringen, was auch ihren Tod bewirkt. Er will nun Gericht halten lassen über Ganelon, doch dreißig Verwandte stellen sich schützend vor diesen, darunter Pinabel, der ihn im gerichtlichen Zweikampf vertreten will. Erst als Thierry, der junge Bruder des Grafen von Anjou, sich für die gerechte Sache zu kämpfen erbietet und Pinabel mit Gottes Hilfe besiegt, kann Karl Ganelon samt seiner Familie bestrafen. Noch dieselbe Nacht erscheint ihm der Erzengel Gabriel und fordert ihn auf, König Vivien zu helfen, der in seiner Stadt „Imphe“ von Heiden belagert wird. Karl weint und rauft sich den Bart – aber man ahnt: er wird gehen.

## Historischer Hintergrund
Basis der Handlung ist ein Kriegszug, den Karl der Große 778 gegen die islamischen Sarazenen in Spanien führte. Anlass war das Hilfeersuchen des Sulayman ben al-Arabí, Statthalter in Saragossa, gegen seinen Herrn, Emir Abderrahman von Córdoba, Ziel die erst später vollzogene Sicherung der (nordost-)spanischen Mark.
Der Kriegszug wurde nach anfänglichen Erfolgen abgebrochen. Saragossa, dessen Tore sich entgegen Karls Erwartungen nicht öffneten, nachdem die politisch-militärische Situation sich eindeutig zugunsten des Emirs gedreht hatte, wurde monatelang erfolglos belagert. Krankheiten und zunehmender Verpflegungsmangel taten ihr Übriges. Möglicherweise sollte auch bevorzugt ein erneuter Aufstand der Sachsen niedergeschlagen werden.

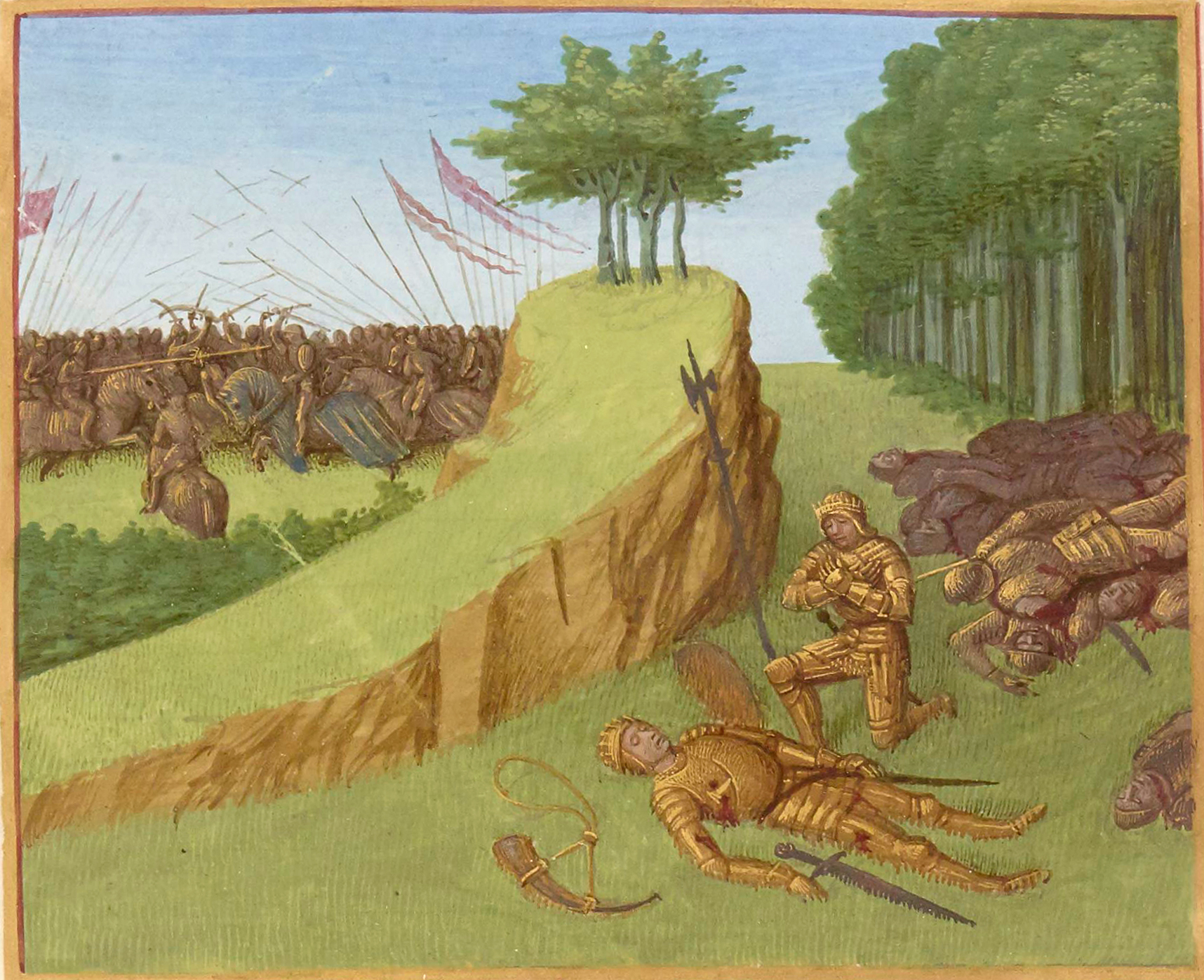
Tod Rolands, in: Grandes chroniques de France von Jean Fouquet, Tours, ca. 1455–1460.

Beim Rückzug via Pamplona gab Karl die baskisch-navarrische und christliche Stadt zum Überfall und zur Plünderung durch seine Streitkräfte frei. Es kam zu einem Blutbad und weiteren, erwartbaren Auswirkungen auf die Bevölkerung. Während der Weiterreise kam die fränkische Nachhut beim Pyrenäenort Roncesvalles in einen Hinterhalt. Diesen legten jedoch keine Sarazenen, sondern die auf Vergeltung bedachten Basken. Von Einhard z. B. werden diese Umstände in dessen Biographie Karls zugunsten seines Kaisers wohlweislich verschwiegen.
Der Führer der Nachhut war möglicherweise Hruotland (französisiert Roland), der als Roland von Cenomanien, Markgraf der bretonischen Mark des Frankenreichs bezeugt ist. Mit ihm fielen der Graf Eginhard und Graf Anselm am 15. August 778 (→ Schlacht von Roncesvalles). Das Rolandslied macht aus diesem Debakel der Franken eine heilsgeschichtliche Heldentat,
wozu der Verfasser des Liedes möglicherweise durch die Reconquista angeregt wurde.

## Gattungsgeschichtliche Einordnung, Form und Stil
In der Gattung Chanson de geste, zu der das Rolandslied zählt, geht es überwiegend um die Kriegszüge Kaiser Karls des Großen oder Kaiser Ludwigs des Frommen und/oder ihrer Heerführer gegen die Heiden, d. h. die aus Marokko kommenden islamischen Mauren, die seit ihrem Einfall nach Europa im Jahr 711/12 Süd- und Mittelspanien beherrschten. Aber auch der Kampf der Franken gegen die zunächst noch heidnischen Sachsen wird behandelt. Die Thematik der Heidenkriege war lange Zeit aktuell, einmal dank der Reconquista Spaniens, die gegen 1000 vom christlich gebliebenen Nordspanien her intensiviert wurde, und zum anderen dank der 1095 beginnenden Kreuzzüge, d. h. der Versuche christlicher Ritterheere, das seit über 400 Jahren von Muslimen beherrschte Jerusalem zu erobern und das heilige Grab unter christliche Herrschaft zu bringen. Die Gattung der Chansons de geste scheint besonders in den Klöstern entlang der Pilgerstraßen durch Frankreich nach Santiago de Compostela in Nordwestspanien gepflegt worden zu sein, als Mittel zur Unterhaltung und Erbauung der dort jeweils übernachtenden Pilger.
Der Stil ist nüchtern und wenig anschaulich-bildhaft, aber reich an pathetischen Apostrophen (Ausrufen). Die Verse des Rolandslieds erzeugen mit minimalen Mitteln ein Maximum an Stimmung. Sie bestehen aus je zehn Silben, wobei die Endungssilbe des Wortes am Versschluss nicht mitgezählt wird. Die Zehnsilbler bündeln sich zu Strophen unterschiedlicher Länge, sog. Laissen, die nicht durch Reime, sondern durch Assonanzen verknüpft sind. Alle Verse einer Laisse weisen dieselben Assonanzen auf. Charakteristisch ist die Technik der Wiederholung, der laisses similaires, d. h. der Wiederaufnahme von schon Gesagtem und dadurch der Parallelisierung von ganzen Laissen. Einfache Hauptsätze verdrängen Nebensätze: In der Regel ist das Subjekt dem Verb vorangestellt, was seine starke, die Handlung vorantreibende Stellung betont und das Lied besonders volkstümlich erscheinen lässt.

## Vortrag
Das Rolandslied, bei dem Vers und syntaktische Einheit fast immer zusammenfallen, ist offensichtlich für den Vortrag bestimmt. Einen Eindruck davon gibt die Aufführung der ersten Laisse von Professor Daron Burrows (Oxford).

## Wirkung

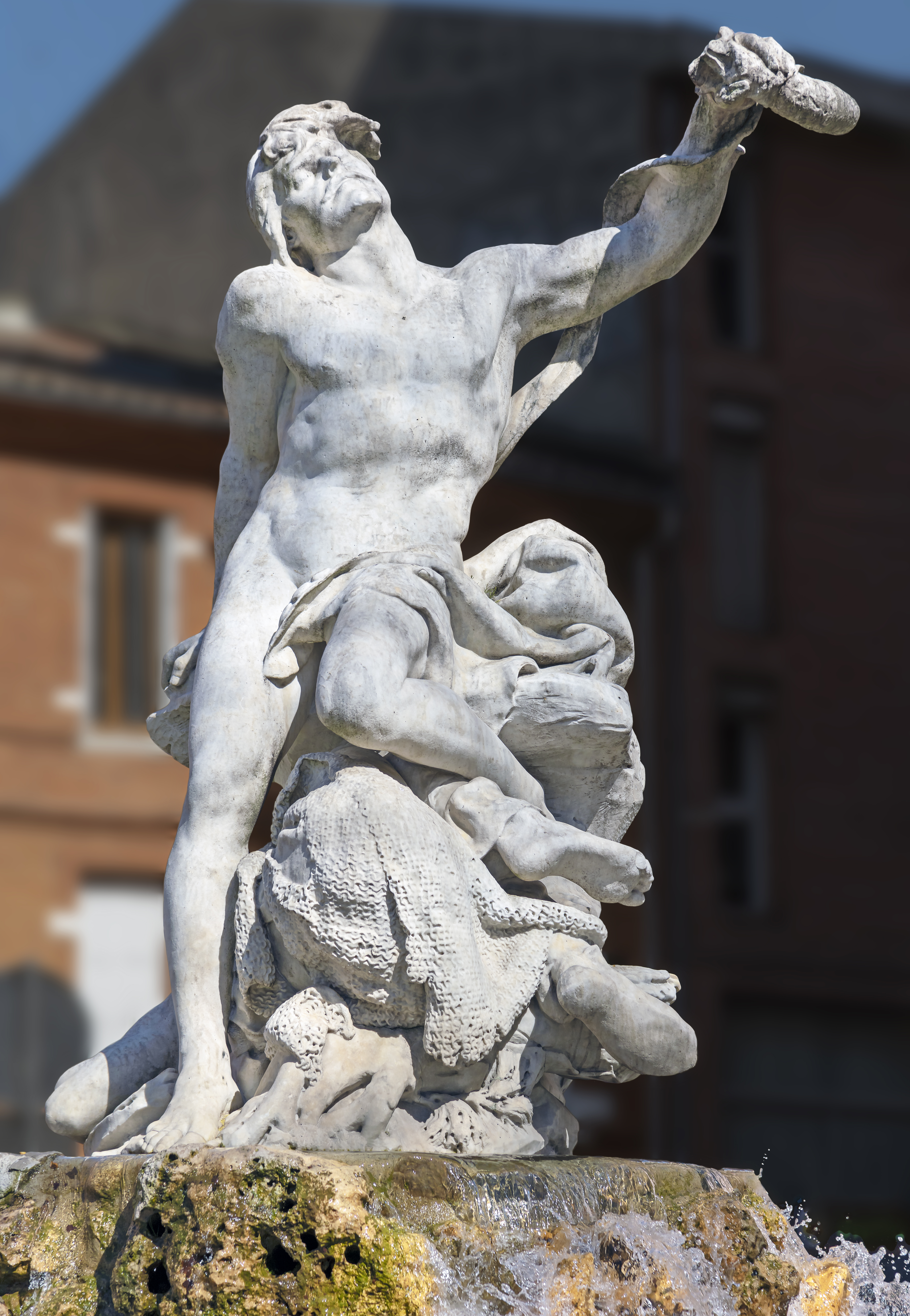
Roland mit dem Olifanten, unter ihm der tote Olivier. Statue von Jules Labatut (1888) in Toulouse.

Das Rolandslied war nicht nur in Frankreich wohlbekannt und verbreitet, sondern lieferte auch die Vorlage oder den Stoff für zahlreiche Übertragungen, Bearbeitungen und sonstige Texte in anderen europäischen Sprachen. Eine der frühesten dieser anderssprachigen Versionen war um 1170 die deutsche Nachdichtung von Konrad dem Pfaffen, der diverse spezifisch französische Aspekte durch allgemein christliche ersetzt. Auch altnordische, englische, niederländische und spanische Versionen sind erhalten oder bezeugt. In Italien verarbeiteten 1476 Matteo Maria Boiardo und nach 1505 Ludovico Ariosto den Stoff für ihre vielgelesenen heroisch-komischen Versromane Orlando innamorato (Der verliebte Roland) und Orlando furioso („Der rasende Roland“), die ihrerseits der Figur Rolands neue große Bekanntheit verschafften. Auf Spanisch ragt als wichtigstes phantastisches Epos der Sprache das in Mexiko Anfang des 17. Jahrhunderts abgefasste und in Madrid 1624 gedruckte, enorme, barocke Epos El Bernardo (5000 Achtzeiler in 40.000 Versen) des Bernardo de Balbuena als Meisterwerk der Barocklyrik Mexikos heraus. Auch die romantische Literatur wurde vom Rolandslied beeinflusst.
Das Rolandslied bildete auch die Basis für die spätere Popularität der Rolandstatuen in Europa.
In modernerem Kontext wurde das Rolandslied von Peter Hammill bzw. seiner Band Van der Graaf Generator rezipierzt: Meurglys (oder Murgleis) ist der Name des Schwertes des Ritters Ganelon aus dem Rolandslied. Dieses ist Thema des Songs Roncevaux auf der 1982 erschienenen Kompilation Time Vaults. Gleichzeitig ist Meurglys auch der Name von Peter Hammills Gitarren: Meurglys I einer Hagström, Meurglys II einer pelzbezogenen Vox und Meurglys III seiner Guild M-75 Bluesbird. Auf dem Album World Record ist ein Song namens Meurglys II (The Songwriters Guild) enthalten.

## Analyse
Franz Borkenau hat als Soziologe das Rolandslied als programmatisches Epos erschlossen, das den Übergang vom individuellen Heldentum der Völkerwanderung zur normannischen Heeresdisziplin kennzeichne. Auch der Romanist Karl Voss weist darauf hin, dass im Rolandslied erstmals  „Vernunft und Maß“ als Eigenheiten des französischen „Volkscharakters“ literarisch gestaltet werden.
Erich Auerbach weist auf das „Rätselhafte“ des Verhaltens des Kaisers hin: er sei bei der Wahl des Anführers der Nachhut „bei aller zuweilen hervortretenden autoritativen Bestimmtheit gleichsam traumhaft gelähmt“. Seine „einem Gottesfürsten ähnliche“ Stellung als „Haupt der gesamten Christenheit“ stehe im Gegensatz zu seiner Machtlosigkeit angesichts des Plans Ganelons. Auerbach sieht die möglichen Ursachen in der schwachen Stellung der Zentralgewalt zu Beginn der Herausbildung des Lehnssystems, die auch beim Prozess gegen Ganelon zum Ausdruck kommt, wie auch in der gewollten Parallele zu Christus (zwölf Pairs wie die Zahl der Jünger, Vorauswissen, aber Nichtverhindern des Schicksals), die Karl leidend-märtyrerhafte Züge verleiht und im Gegensatz zu Schärfe und Bestimmtheit des Ausdrucks in den Laissen LVIII bis LXII stehe, in der die Sätze parataktisch hart aneinandergereiht werden.

## Textausgaben
- Wendelin Foerster (Hrsg.): Das altfranzösische Rolandslied. Text von Paris, Cambridge, Lyon und den sog. Lothringischen Fragmenten mit R. Heiligbrodt’s Concordanztabelle zum altfranzösischen Rolandslied. Unveränderter Nachdruck der Ausgabe 1886. Hansebook, 2016, ISBN 978-3-7434-1570-6.
- Das altfranzösische Rolandslied. Zweisprachige Ausgabe. Übersetzt und kommentiert von Wolf Steinsieck, Nachwort von Egbert Kaiser. Reclam, Stuttgart 1999, ISBN 3-15-002746-2.